# Fensbol
Fensbol är en ort i Fryksände socken i Torsby kommun belägen en mil norr om Torsby i norra Värmland. SCB har för bebyggelsen i orten och i dess grannort i söder, Kollerud, avgränsat en småort namnsatt till Fensbol och del av Kollerud.

## Samhället
I Fensbol finns även Heidruns Bok- & Bildcafé samt bokförlag i regi av poeten och författaren Bengt Berg. 

## Idrott
I byn finns ett fotbollslag som spelar i division 6. 